# Equació de Black-Scholes

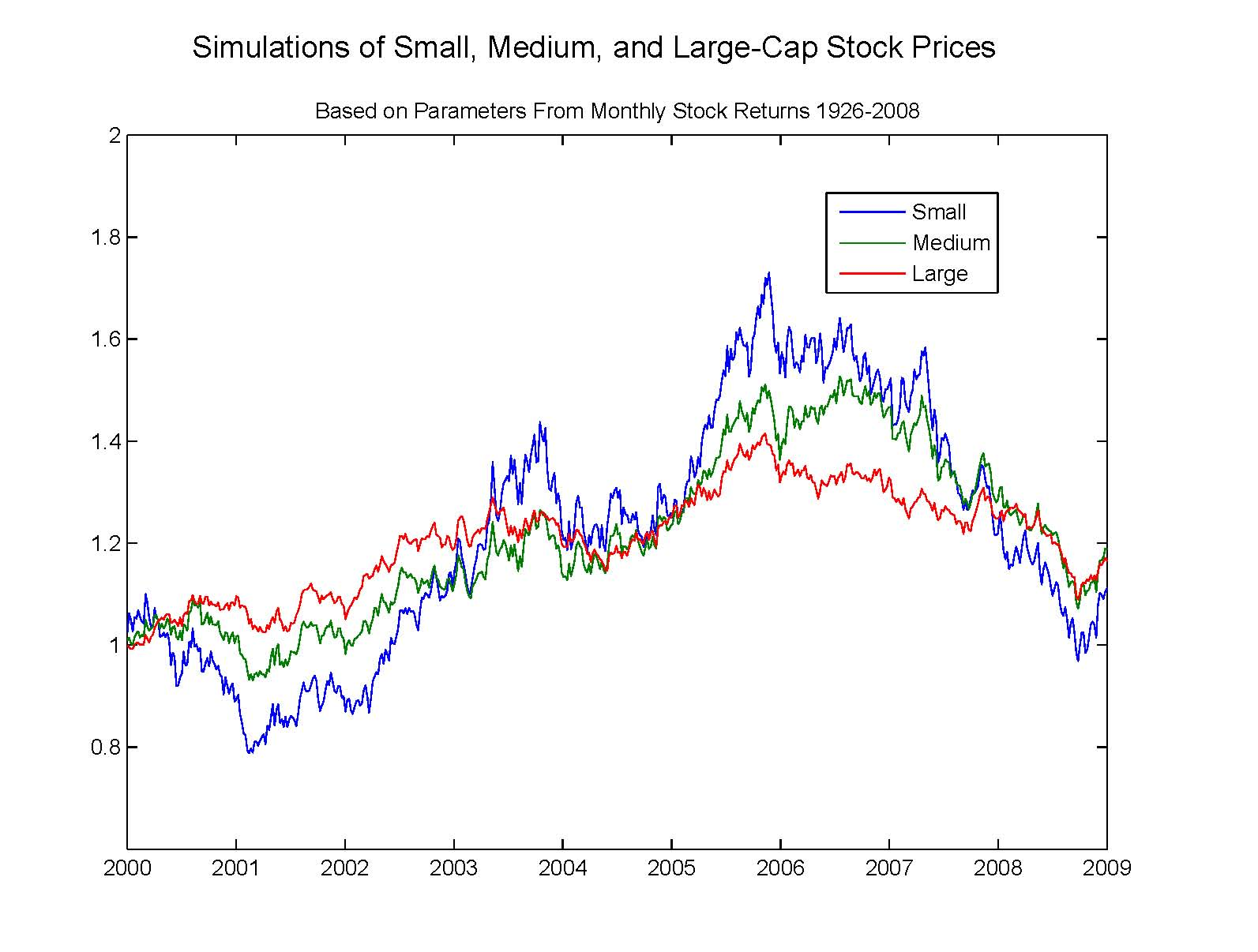
Exemple de model Black–Scholes en preu d'accions de mercat.

En finances matemàtiques, l'equació de Black-Scholes és una equació diferencial parcial (PDE) que regeix l'evolució dels preus de les opcions o deribats a Europa sota el model de Black-Scholes. En termes generals, el terme pot referir-se a una PDE similar que es pot derivar per a una varietat d'opcions o, de manera més general, derivades.
Per a una compra europea o una acció subjacent que no paga dividends, l'equació és:
{\displaystyle {\frac {\partial V}{\partial t}}+{\frac {1}{2}}\sigma ^{2}S^{2}{\frac {\partial ^{2}V}{\partial S^{2}}}+rS{\frac {\partial V}{\partial S}}-rV=0}
on V és el preu de l'opció en funció del preu de les accions S i el temps t, r és el tipus d'interès sense risc i {\displaystyle \sigma } és la volatilitat de les accions.
La visió financera clau darrere de l'equació és que, sota el supòsit del model d'un mercat sense fricció, es pot cobrir perfectament l'opció comprant i venent l'actiu subjacent de la manera correcta i, per tant, "eliminar el risc". Aquesta cobertura, al seu torn, implica que només hi ha un preu correcte per a l'opció, tal com el retorna la fórmula de Black-Scholes.

## Interpretació financera del PDE Black–Scholes
L'equació té una interpretació concreta que sovint utilitzen els professionals i és la base per a la derivació comuna que es dona a la subsecció següent. L'equació es pot reescriure de la forma:
{\displaystyle {\frac {\partial V}{\partial t}}+{\frac {1}{2}}\sigma ^{2}S^{2}{\frac {\partial ^{2}V}{\partial S^{2}}}=rV-rS{\frac {\partial V}{\partial S}}}
El costat esquerre consta d'un terme de "decaiment temporal", el canvi en el valor de la derivada respecte al temps, anomenat theta, i un terme que implica la segona derivada espacial gamma, la convexitat del valor de la derivada respecte al valor subjacent. El costat dret és el rendiment sense risc d'una posició llarga en el derivat i una posició curta que consisteix en {\textstyle {\partial V}/{\partial S}} accions del subjacent.